# Кузан Сергій Васильович
Сергі́й Васи́льович Куза́н (нар. 16 травня 1984, місто Прилуки Чернігівська область) — український громадський та політичний діяч, волонтер на допомогу українським військовим, голова «Молодіжного націоналістичного конгресу» (2011—2015), один із засновників і координаторів, заступник Голови Проводу всеукраїнської мережі «Вільні Люди», один із координаторів ініціативи «Вимкни Російське».

## Біографія
Сергій Кузан народився 16 травня 1984 року в місті Прилуки на Чернігівщині у родині лікарів.
У 1987 році переїхав до Білої Церкви (Київська область), де закінчив Білоцерківську загальноосвітню школу № 16 ім. В. А. Кириленка. У 2000 році став дипломантом Всеукраїнського конкурсу учнівських і студентських робіт, організованого Міжнародним товариством прав людини.
Протягом 2001—2006 років навчався в Інституті підготовки кадрів для органів прокуратури України Національній юридичній академії України імені Ярослава Мудрого (м. Харків), який закінчив з відзнакою.
Протягом 2006—2007 років працював помічником прокурора у прокуратурі м. Біла Церква, але звідти звільнився, оскільки, за словами самого Сергія Кузана, він «не хотів ставати частиною системи». Через одруження переїздить до Харкова, де працював юристом з господарських питань на поліграфічному підприємстві ТОВ «АСС».

## Громадська діяльність
У 2003 році Сергій Кузан став членом Всеукраїнської молодіжної громадської організації «Молодіжний націоналістичний конгрес», на той він час був головою секретаріату Харківської обласної організації.
Він брав активну участь у Помаранчевій революції, зокрема, працював на посаді юриста у структурах «Нашої України» та «Пори». Був нагороджений подякою Харківського міського голови за активну діяльність у громадській сфері.
У 2005—2006 роках входив до політради Київського районного осередку м. Харкова партії Народний Союз «Наша Україна», працював юристом у партійній структурі
У 2007 році Сергій Кузан став головою Харківської обласної організації «Молодіжного націоналістичного конгресу», а також заступником голови всеукраїнського «МНК». На цих посадах він пробув до 2010 року. Зокрема, у 2008 році він займався питаннями захисту Пам'ятного знаку УПА у Харкові від спроб міської влади його прибрати з Молодіжного парку. Протягом 2007—2010 років був помічником-консультантом на громадських засадах депутата Верховної Ради України Юрія Гнаткевича.
8 квітня 2010 року під час акції протесту проти виставки «Волинська різня — польські і єврейські жертви ОУН-УПА» в «Українському домі» в місті Києві Сергія Кузана серед інших 15 активістів затримала міліція, інкримінувавши непокору правоохоронцям та хуліганство, але наступного дня його та інших затриманих відпустили за рішенням Шевченківського районного суду м. Києва, який не знайшов доказів протиправних дій активістів. Того ж 2010 року він переїздить до Києва
У лютому 2011 року на VI Всеукраїнському Зборі Сергія Кузана було обрано головою «Молодіжного націоналістичного конгресу». Також він входив до складу робочої групи з розробки проекту концепції Загальнодержавної цільової соціальної програми патріотичного виховання населення за ініціативи Державної служби молоді та спорту України.
У 2012—2014 роках був помічником-консультантом на громадських засадах депутата Верховної Ради України Олега Медуниці .
У квітні 2013 року став одним із засновників руху «Вільні Люди» та одним із координаторів цього руху.
Сергій Кузан брав активну участь у Євромайдані та Революції Гідності.
З початком війни на сході України у березні 2014 році він активно зайнявся волонтерською роботою та разом з однодумцями створив волонтерську мережу «Вільні Люди». Займався пошуком фінансів на потреби військових (зокрема, через співпрацю з українською діаспорою Канади — Фонду «Приятелі Збройних Сил України»), доставляв допомогу військовим в зоні АТО, зокрема, возив продукти та ліки.
У лютому 2015 року Сергій Кузан перестав бути Головою «Молодіжного націоналістичного конгресу», а у 2018 році його було виключено з «МНК» за «організацію та безпосереднє керівництво кампанії з дискредитації центрального проводу МНК»
У 2016 році Сергія Кузана було обрано заступником голови Проводу руху «Вільні Люди».
З 2019 року Сергій Кузан став активним учасником та одним із координаторів ініціативи «Вимкни російське»
З 2020 року він став співкоординатором правозахисної ініціативи «Free Dr.Kuzmenko» на підтримку Юлії Кузьменко, яку звинуватили в організації вбивства Павла Шеремета, організував низку акцій на підтримку Юлії Кузьменко, Яни Дугарь, а також акцій з вимогами покарати за антиукраїнську діяльність Віктора Медведчука.
У 2020 році під час пандемії коронавірусної хвороби в Україні брав участь в роботі «Центру волонтерських ініціатив» в Івано-Франківську, який передавав засоби індивідуального захисту в лікарні для медиків, поліції та мешканців області.

## Родина
Одружений з Оксаною Кузан (до шлюбу Руденко), з якою познайомився в «Молодіжному націоналістичному конгресі». Вона є співкоординаторкою ініціативи «Вимкни російське».

## Зацікавлення
Сергій Кузан захоплюється туризмом, волейболом, регбі і плаванням.